# Parapolystichum boivinii
Parapolystichum boivinii là một loài dương xỉ thuộc họ Dryopteridaceae. Loài này được John Gilbert Baker mô tả khoa học đầu tiên năm 1874.